# Markéta Lucemburská (1337)
Markéta Lucemburská († 14. února 1337) byla převorka dominikánského kláštera Marienthal ve městě Lucemburk.
Narodila se jako dcera lucemburského hraběte Jindřicha VI. a Beatrix, dcery Balduina z Avesnes. Prvním působištěm v dominikánském řádu se stal klášter v Lille a později se Markéta přesunula do kláštera Marienthal, v jehož opatrování byla i její neteř Marie a příslušníci lucemburské vládnoucí dynastie byli jeho štědrými donátory. V rozmezí let 1311 až 1314 se Markéta stala místní převorkou a ve funkci zůstala až do svého skonu roku 1337. Byla pohřbena v chóru klášterního kostela, z náhrobku se vzhledem k demolici kláštera v 19. století zachoval pouze nákres.